# جيم دريسكول (لاعب كرة قاعدة)
جيم دريسكول (بالإنجليزية: Jim Driscoll)‏ هو لاعب كرة قاعدة أمريكي، ولد في 14 مايو 1944 في ميدفورد في الولايات المتحدة.

## وصلات خارجية
- جيم دريسكول على موقع دوري كرة القاعدة الرئيسي (الإنجليزية)
- جيم دريسكول على موقعبيزبول رفرنس.كوم (الدوري الرئيسي) (الإنجليزية)